# 先進国株式インデックス
先進国株式インデックス（せんしんこくかぶしきインデックス）は、先進国をカバーしている時価総額加重平均型の株価指数の事。開発途上国を含めたものは全世界株式インデックスを参照。

## 株価指数の一覧
| 国名            | FTSE 大型株～小型株 | MSCI 大型株～中型株 | MSCI コクサイ |
| --------------- | ------------------- | ------------------- | ------------- |
| アメリカ        | 66.42%              | 68.77%              | 73.36%        |
| 日本            | 6.85%               | 6.26%               | N/A           |
| イギリス        | 4.49%               | 4.20%               | 4.48%         |
| カナダ          | 3.33%               | 3.41%               | 3.64%         |
| フランス        | 2.90%               | 3.28%               | 3.50%         |
| 2022年1月末現在 |                     |                     |               |

- FTSE
  - FTSE ディベロップド・インデックス - 先進国23カ国の、大型株と中型株を対象にしている。[1]
  - FTSE カイガイ・インデックス - FTSE ディベロップド・インデックスから日本を除いたもの。[2]
  - FTSE ディベロップド・オールキャップ・インデックス - 先進国23カ国の、大型株～小型株を対象にしている。[3]
- MSCI
  - MSCI ワールド・インデックス - 先進国23カ国の、大型株と中型株を対象にしている。[4]
  - MSCI コクサイ・インデックス - MSCI ワールド・インデックスから日本を除いたもの。[5]
  - MSCI World Investable Market Index (IMI) - 先進国23カ国の、大型株～小型株を対象にしている。[6]
  - MSCI ワールド・オールキャップ・インデックス - 先進国23カ国の、大型株～超小型株を対象にしている。[7]

## ETF・投資信託・先物
| 銘柄                                             | レバレッジ | 年率   |
| ------------------------------------------------ | ---------- | ------ |
| iシェアーズ・コア MSCI 先進国株 （MSCIコクサイ） | 1倍        | 10.63% |
| 2024年11月末現在。米ドル建て、配当込み。         |            |        |

日本では、下記ETFが東京証券取引所に上場している。
- MSCI ワールド・インデックスに連動しているもの
  - UBS ETF 先進国株 （MSCIワールド）（1394）[10]
- MSCI コクサイ・インデックスに連動しているもの
  - 為替ヘッジなし
    - MAXIS 海外株式（MSCIコクサイ）上場投信（1550）[11]
    - iシェーアズ・コア MSCI 先進国株（除く日本）ETF（1657）[12]
    - 上場インデックスファンド海外先進国株式（MSCI-KOKUSAI）（1680）[13]
    - NEXT FUNDS 外国株式・MSCI-KOKUSAI指数（為替ヘッジなし）連動型上場投信（2513）[14]

  - 為替ヘッジあり
    - NEXT FUNDS 外国株式・MSCI-KOKUSAI指数（為替ヘッジあり）連動型上場投信（2514）[15]

日本の投資信託としては下記がある。下記以外にも多数あり。
- FTSE ディベロップド・オールキャップ・インデックスに連動しているもの
  - SBI・先進国株式インデックス・ファンド[16]
- FTSE カイガイ・インデックスに連動しているもの
  - EXE-i 先進国株式ファンド[17]
- MSCI コクサイ・インデックスに連動しているもの
  - 三菱UFJ国際投信
    - eMAXIS Slim 先進国株式インデックス[18]
    - eMAXIS 先進国株式インデックス[19]
    - ヘッジ付先進国株式インデックスオープン[20]
    - つみたて先進国株式[21]

  - 野村アセットマネジメント
    - Funds-i 野村インデックスファンド・外国株式[22]
    - Funds-i 野村インデックスファンド・外国株式・為替ヘッジ型[23]
    - 野村外国株式インデックスファンド・MSCI-KOKUSAI[24]

  - 大和アセットマネジメント
    - D-I’s 外国株式インデックス[25]
    - iFree 外国株式インデックス（為替ヘッジなし）[26]
    - iFree 外国株式インデックス(為替ヘッジあり)[27]
    - ダイワ・ノーロード 外国株式ファンド[28]
    - ダイワ投信倶楽部外国株式インデックス[29]
    - ダイワつみたてインデックス外国株式[30]

  - 日興アセットマネジメント
    - インデックスファンド海外株式（ヘッジなし）[31]
    - インデックスファンド海外株式（ヘッジあり）[32]

  - アセットマネジメントOne
    - たわらノーロード 先進国株式[33]
    - たわらノーロード 先進国株式＜為替ヘッジあり＞[34]

  - ニッセイ外国株式インデックスファンド[35]

先物は下記が上場している。
- ICE Futures U.S.
  - MSCI World Net Total Return (NTR) Index Future - 取引単位は指数の数値×$10。呼値の単位は1ポイント。[36]
  - MSCI KOKUSAI GTR Index Future （ドル建て） - 取引単位は指数の数値×$10。呼値の単位は0.001ポイント。[37]
  - MSCI KOKUSAI GTR Index Future （円建て） - 取引単位は指数の数値×1000円。呼値の単位は0.1ポイント。[38]
  - MSCI KOKUSAI NTR JPY Index Future - 取引単位は指数の数値×1000円。呼値の単位は0.001ポイント。[39]
  - MSCI KOKUSAI USD NTR Index Future - 取引単位は指数の数値×$10。呼値の単位は0.001ポイント。[40]

## 参照
1. ↑  FTSE Developed Index
2. ↑  FTSE Kaigai Index
3. ↑  FTSE Developed All Cap Index
4. ↑  MSCI World Index
5. ↑  MSCI Kokusai Index (USD)
6. ↑  MSCI World IMI Index (USD)
7. ↑  MSCI World All Cap Index (USD)
8. ↑  iシェアーズ MSCI コクサイ ETF
9. ↑  銘柄一覧（ETF） | 日本取引所グループ
10. ↑  UBS ETF 先進国株（MSCIワールド） | 東証マネ部！
11. ↑  ＭＡＸＩＳ 海外株式（ＭＳＣＩコクサイ）上場投信 | 投資信託なら三菱ＵＦＪ国際投信
12. ↑  iシェアーズ・コア MSCI 先進国株（除く日本）ETF
13. ↑  1680 - 上場インデックスファンド海外先進国株式（MSCI-KOKUSAI）（上場MSCIコクサイ株） | ETF（上場投資信託）｜日興アセットマネジメント
14. ↑  NEXT FUNDS 外国株式・MSCI-KOKUSAI指数（為替ヘッジなし）連動型上場投信（2513） | NEXT FUNDS
15. ↑  NEXT FUNDS 外国株式・MSCI-KOKUSAI指数（為替ヘッジあり）連動型上場投信（2514） | NEXT FUNDS
16. ↑  ＳＢＩ・先進国株式インデックス・ファンド（愛称：雪だるま（先進国株式））│ファンド詳細│投資信託│SBIアセットマネジメント
17. ↑  ＥＸＥ－ｉ 先進国株式ファンド│ファンド詳細│投資信託│SBIアセットマネジメント
18. ↑  ｅＭＡＸＩＳ Ｓｌｉｍ 先進国株式インデックス | ｅＭＡＸＩＳ
19. ↑  ｅＭＡＸＩＳ 先進国株式インデックス | ｅＭＡＸＩＳ
20. ↑  ヘッジ付先進国株式インデックスオープン | 投資信託なら三菱ＵＦＪ国際投信
21. ↑  つみたて先進国株式 | 投資信託なら三菱ＵＦＪ国際投信
22. ↑  野村インデックスファンド・外国株式 | ファンズアイ
23. ↑  野村インデックスファンド・外国株式・為替ヘッジ型 | ファンズアイ
24. ↑  野村外国株式インデックスファンド・MSCI-KOKUSAI(確定拠出年金向け) | 投資信託情報 | 野村アセットマネジメント
25. ↑  D－I’s 外国株式インデックス / 大和アセットマネジメント株式会社
26. ↑  ｉＦｒｅｅ 外国株式インデックス（為替ヘッジなし） / 大和アセットマネジメント株式会社
27. ↑  ｉＦｒｅｅ 外国株式インデックス（為替ヘッジあり） / 大和アセットマネジメント株式会社
28. ↑  ダイワ・ノーロード 外国株式ファンド / 大和アセットマネジメント株式会社
29. ↑  ダイワ投信倶楽部外国株式インデックス / 大和アセットマネジメント株式会社
30. ↑  ダイワつみたてインデックス外国株式 / 大和アセットマネジメント株式会社
31. ↑  インデックスファンド海外株式（ヘッジなし） | 日興アセットマネジメント
32. ↑  インデックスファンド海外株式（ヘッジあり） | 日興アセットマネジメント
33. ↑  たわらノーロード　先進国株式｜ファンド情報｜アセットマネジメントOne
34. ↑  たわらノーロード　先進国株式＜為替ヘッジあり＞｜ファンド情報｜アセットマネジメントOne
35. ↑  ＜購入・換金手数料なし＞ニッセイ外国株式インデックスファンド｜投資信託のニッセイアセットマネジメント
36. ↑  MSCI World Net Total Return (NTR) Index Future | ICE
37. ↑  MSCI KOKUSAI GTR Index Future (USD) | ICE
38. ↑  MSCI KOKUSAI GTR Index Future (JPY) | ICE
39. ↑  MSCI KOKUSAI NTR JPY Index Future | ICE
40. ↑  MSCI KOKUSAI USD NTR Index Future | ICE